# Encarsia fasciata
Encarsia fasciata är en stekelart som först beskrevs av Malenotti 1917.  Encarsia fasciata ingår i släktet Encarsia och familjen växtlussteklar. Inga underarter finns listade i Catalogue of Life.